# Sociedad Nacional de Minería
La Sociedad Nacional de Minería (Sonami) es una organización gremial chilena que agrupa y representa a las empresas del rubro de la minería en Chile en sus diversas escalas (pequeña, mediana y gran minería, tanto metálica como no metálica). Fue fundada el 26 de septiembre de 1883,.  
Su objetivo principal es impulsar el desarrollo productivo y el perfeccionamiento institucional y legal de la minería nacional, fomentando mejores prácticas y promoción de políticas públicas que beneficien al sector minero y al desarrollo económico del país. Además de su rol representativo, SONAMI forma parte de la Confederación de la Producción y del Comercio (CPC).   

## Historia
La Sonami fue creada por decreto supremo firmado por el presidente Domingo Santa María, el 26 de septiembre de 1883, por iniciativa del diputado y empresario minero Francisco Gandarillas. En sus inicios tenía sus oficinas en la calle del Chirimoyo Nº 11, en una casona de propiedad del Instituto Nacional, en la primera cuadra de la actual calle San Diego de Santiago. Su primer presidente fue Adolfo Eastman Quiroga.
La sociedad ha participado en las sucesivas modernizaciones del régimen legal minero, siendo clave en la reforma del Código de Minería de 1874, que derivó en la promulgación de un nuevo código en 1888. En diciembre de 1883 se creó la revista de la Sonami, Boletín Minero, que continúa publicándose hasta hoy, siendo la revista periódica minera más antigua de Chile y una de las cinco más antiguas del mundo.
Asimismo, Sonami también promovió y contribuyó a la creación de una institución de fomento para la pequeña minería, que permitió la existencia de la Caja de Crédito Minero y de la Empresa Nacional de Fundiciones, que en 1960 dieron origen a la Empresa Nacional de Minería (Enami). De la misma manera, del seno de esta organización gremial surgieron iniciativas destinadas a formar el Instituto de Ingenieros de Minas y el Ministerio de Minería.

## Membresías
La Sociedad Nacional de Minería es miembro de la Confederación de la Producción y del Comercio (CPC), organismo empresarial que reúne a los principales sectores productivos y de servicios de Chile. Tiene representantes en la Empresa Nacional de Minería (ENAMI) e integra el Directorio de la Comisión Calificadora de Competencias en Recursos y Reservas Mineras, cuyo objetivo es contribuir al establecimiento de estándares en minería y geología, así como calificar las competencias de los profesionales del sector en Chile.[cita requerida]
Participa en los consejos consultivos del Ministerio de Minería, Servicio Nacional de Geología y Minería (Sernageomin) y Comisión Chilena del Cobre (Cochilco), además de los organismos consultivos de los principales centros de educación superior.[cita requerida]
En el ámbito internacional, es fundadora de la Sociedad Interamericana de Minería (SIM), institución formada por asociaciones y cámaras mineras de América Latina. Asimismo, forma parte del Organismo Latinoamericano de Minería (OLAMI) que la integran  unidades nacionales de 16 países de América Latina y El Caribe. Asimismo integra el International Council of Mining and Metals (ICMM), que agrupa a las principales empresas y asociaciones mineras y de metales del mundo, cuyo objetivo principal es velar por el desarrollo sustentable de la industria minera.[cita requerida]

### Fundaciones sin fines de lucro
La Sociedad Nacional de Minería (SONAMI) cuenta con dos fundaciones sin fines de lucro, creadas para fortalecer distintos ámbitos del desarrollo minero:
- Fundación Sociedad Nacional de Minería (Fundación SONAMI): Enfocada en la capacitación laboral, la formación de personas para la industria minera y la promoción del arte y la cultura como herramientas de desarrollo social. La Fundación SONAMI fue creada el 30 de junio de 2000, obteniendo su personalidad jurídica mediante el Decreto N° 590 del Ministerio de Justicia. Su objetivo principal es mejorar la calidad de vida de las comunidades cercanas a la actividad minera mediante programas de capacitación laboral, educación y promoción cultural. Su labor se orienta a la formación de personas para el mundo del trabajo, el fortalecimiento de la educación y el fomento del arte y la cultura como medios para el desarrollo social. A través de estas iniciativas, la Fundación SONAMI busca generar un impacto positivo y sostenible en el entorno minero, promoviendo oportunidades que contribuyan al bienestar y progreso de las comunidades.
- Fundación Tecnológica para la Minería: Dedicada a la difusión y transferencia tecnológica, impulsando la innovación y el desarrollo sostenible en la industria minera. La Fundación Tecnológica para la Minería fue creada en 2010 con el propósito de articular y canalizar iniciativas tecnológicas que potencien el desarrollo de la industria minera. Su trabajo está alineado con la Hoja de Ruta Tecnológica de la Minería 2035, impulsada por el Programa Estratégico Nacional “Alta Ley”, con el objetivo de fomentar la investigación, desarrollo e innovación (I+D+i) y contribuir a la competitividad y sustentabilidad del sector. Su misión se enfoca en la difusión y promoción de transferencia tecnológica hacia las empresas mineras, con el propósito de mejorar la productividad, seguridad, gestión de costos y continuidad operacional en los procesos productivos. En este contexto, impulsa proyectos destinados a la incorporación de nuevas soluciones tecnológicas, promoviendo su uso como herramientas estratégicas para fortalecer la sustentabilidad y competitividad del negocio minero.

## Presidentes
- Adolfo Eastman Quiroga (1883-1886)
- Francisco de Paula Pérez (1886-1891)
- José de Respaldiza y Nieto (1891-1895)
- Juan Valdivieso Amor (1895)
- Manuel Antonio Prieto (1895-1896)
- Justiniano Sotomayor Guzmán (1897-1898)
- José de Respaldiza y Nieto (1898-1899)
- Manuel Antonio Prieto Muñoz (1899-1900)
- Carlos Besa Navarro (1900-1918)
- Javier Gandarillas Matta (1918-1933)
- Osvaldo Martínez Carvajal (1933)
- Nicolás Marambio Montt (1934-1936)
- Osvaldo Martínez Carvajal (1936-1937)
- Hernán Videla Lira (1937-1965)
- Francisco Cuevas Mackenna (1965-1971)
- Norberto Bernal Fuenzalida (1971-1973)
- Fernando Marín Amenábar (1976-1979)
- Manuel Feliú Justiniano (1979-1986)
- Guillermo Valenzuela Figari (1986-1989)
- Hernán Guiloff Izikson (1989-1992)
- Walter Riesco Salvo (1992-1996)
- Hernán Hochschild Alessandri (1997- 2004)
- Alfredo Ovalle Rodríguez (2004-2009)
- Alberto Salas Muñoz (2009-2016)
- Diego Hernández Cabrera (2016–2022)
- Jorge Riesco Valdivieso (2022-presente)